# Сантуарио де Керальт

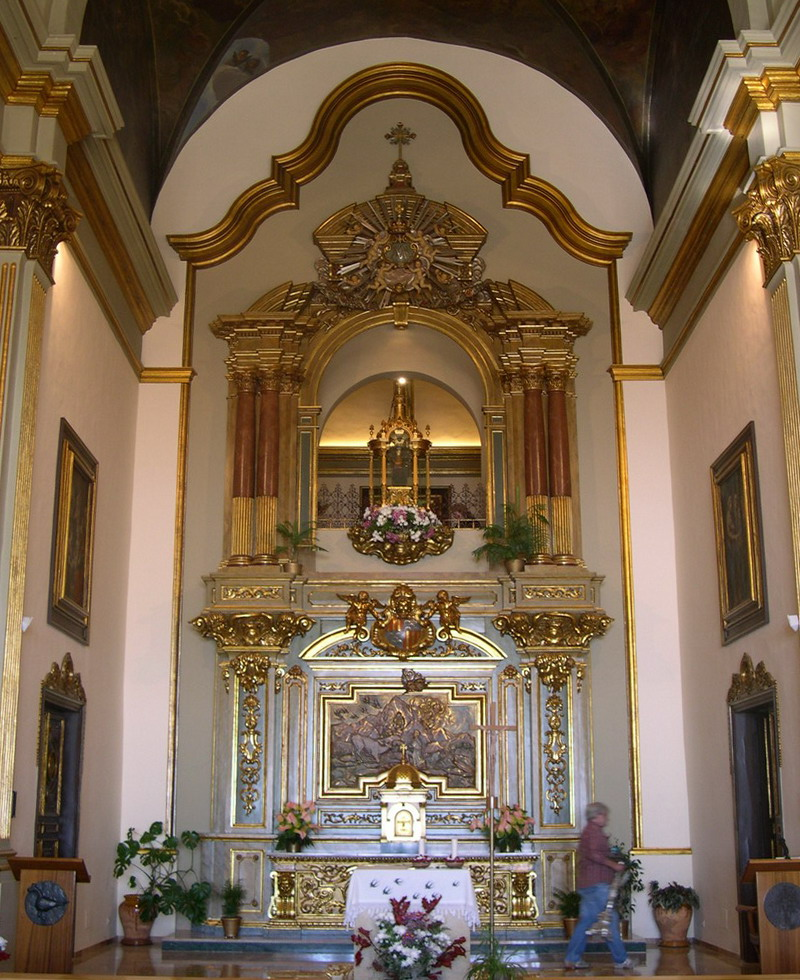
Интерьер Сантуарио де Керальт

Сантуари де Керальт (исп. Santuario de Queralt), известен под названием Санта Мария де Керальт или Девы Керальт — храм, расположенный к северо-западу от города Берга (исп. Berguedà), в Каталонии, в прежние времена относился к муниципалитету Valldan.

## Расположение
Храм расположен на вершине горы Сьерра-де-Керальт, на высоте 1200 метров. Территория на которой ныне возвышается храм, предположительно соответствует месту, где находился замок каталонского трубадура Гийема Бергеданского.

## Комплекс Сантуари де Керальт
Комплекс Керальт состоит из храма, где почитается образ Пресвятой Богородицы Керальт и пристройки, в которой раньше останавливались на постой. Сейчас там расположен ресторан и механизм подъемника, который доступен от места парковки. Частью Сантуари считается также церковь "Пещера", где, согласно легенде, пастух из поселка Vilaformiu нашел образ Богородицы в XIV веке.

## История
Первоначально сантуари было построено в 1386 году бергеданским купцом Францеском Гаррета (исп. Francesc Garreta), в нем находились отшельники. Общее руководство осуществлялось приходским священником. Современное здание церкви было построено в XVIII веке, в стиле Ренессанс. Оно представляет собой центральный неф и два боковых. Вход в храм построен в 1966 году, по проекту архитектора Josep A. Coderch. В семидесятых годах была завершена колокольня, круглая башня, расположенная рядом с церковью. В 90-е годы была завершена окончательная реставрация внутренней части под руководством бергеданского архитектора Луиса Бойшадера (исп. Lluís Boixader), и она приобрела нынешний облик.
Первоначально, в храме был монументальный алтарь в стиле барокко, выполненный Педро Коста, разрушенный в 1936 году. Нынешний алтарь датируется 1958 годом, он выполнен архитектором Рамоном Масферрером (исп. Ramon Masferrer). Над ризницей находится место хранения изображения Девы, в готическом стиле, но хорошо заметными признаками стиля романского. Это деревянная доска около пятидесяти сантиметров высотой, на которой изображена Дева сидящей.  В 1916 году Дева Керальт была канонизирована.
Сантуари является центром почитания в данной комарке.